# مدار ۱۹ درجه جنوبی
مدار ۱۹ درجه جنوبی، دایره‌ای از عرض جغرافیایی است که در ۱۹ درجهٔ جنوبی خط استوا  قرار دارد.

## گذر از مناطق
از نصف‌النهار مبدأ شروع می‌شود و به سمت مشرق ۱۹ درجه جنوبی از موارد زیر گذر می‌کند:
| مختصات‌ها                                             | کشور، قلمرو یا دریا | توضیحات |
| ---------------------------------------------------- | ------------------- | --- |
| ۱۹°۰′ جنوبی ۰°۰′ شرقی / ۱۹٫۰۰۰°جنوبی ۰٫۰۰۰°شرقی      | اقیانوس اطلس        | |
| ۱۹°۰′ جنوبی ۱۲°۲۸′ شرقی / ۱۹٫۰۰۰°جنوبی ۱۲٫۴۶۷°شرقی   | نامیبیا             | |
| ۱۹°۰′ جنوبی ۲۱°۰′ شرقی / ۱۹٫۰۰۰°جنوبی ۲۱٫۰۰۰°شرقی    | بوتسوانا            | |
| ۱۹°۰′ جنوبی ۲۵°۵۹′ شرقی / ۱۹٫۰۰۰°جنوبی ۲۵٫۹۸۳°شرقی   | زیمبابوه            | |
| ۱۹°۰′ جنوبی ۳۲°۴۲′ شرقی / ۱۹٫۰۰۰°جنوبی ۳۲٫۷۰۰°شرقی   | موزامبیک            | |
| ۱۹°۰′ جنوبی ۳۵°۵۱′ شرقی / ۱۹٫۰۰۰°جنوبی ۳۵٫۸۵۰°شرقی   | اقیانوس هند         | کانال موزامبیک |
| ۱۹°۰′ جنوبی ۴۴°۱۴′ شرقی / ۱۹٫۰۰۰°جنوبی ۴۴٫۲۳۳°شرقی   | ماداگاسکار          | Passing just south of آنتاناناریوو |
| ۱۹°۰′ جنوبی ۴۹°۵′ شرقی / ۱۹٫۰۰۰°جنوبی ۴۹٫۰۸۳°شرقی    | اقیانوس هند         | |
| ۱۹°۰′ جنوبی ۱۲۱°۳۳′ شرقی / ۱۹٫۰۰۰°جنوبی ۱۲۱٫۵۵۰°شرقی | استرالیا            | استرالیای غربی قلمرو شمالی (استرالیا) کوئینزلند |
| ۱۹°۰′ جنوبی ۱۴۶°۲۲′ شرقی / ۱۹٫۰۰۰°جنوبی ۱۴۶٫۳۶۷°شرقی | دریای کورال         | Passing between Rattlesnake Island and Acheron Island, کوئینزلند, استرالیا · Passing just north of Marion Reef in استرالیا's Coral Sea Islands Territory · Passing just north of the جزایر چسترفیلد, کالدونیای جدید · Passing just north of Sandy Island, کالدونیای جدید                                                  |
| ۱۹°۰′ جنوبی ۱۶۹°۱۷′ شرقی / ۱۹٫۰۰۰°جنوبی ۱۶۹٫۲۸۳°شرقی | وانواتو             | Southernmost tip of ارومانگو island |
| ۱۹°۰′ جنوبی ۱۶۹°۱۷′ شرقی / ۱۹٫۰۰۰°جنوبی ۱۶۹٫۲۸۳°شرقی | اقیانوس آرام        | |
| ۱۹°۰′ جنوبی ۱۷۸°۱۰′ شرقی / ۱۹٫۰۰۰°جنوبی ۱۷۸٫۱۶۷°شرقی | فیجی                | Kadavu island |
| ۱۹°۰′ جنوبی ۱۷۸°۲۹′ شرقی / ۱۹٫۰۰۰°جنوبی ۱۷۸٫۴۸۳°شرقی | اقیانوس آرام        | Passing just north of Matuku Island, فیجی |
| ۱۹°۰′ جنوبی ۱۷۹°۵۲′ غربی / ۱۹٫۰۰۰°جنوبی ۱۷۹٫۸۶۷°غربی | فیجی                | Totoya island |
| ۱۹°۰′ جنوبی ۱۷۹°۵۱′ غربی / ۱۹٫۰۰۰°جنوبی ۱۷۹٫۸۵۰°غربی | اقیانوس آرام        | Passing just south of Kabara island, فیجی · Passing just north of Fulaga island, فیجی · Passing just south of Late island, تونگا |
| ۱۹°۰′ جنوبی ۱۶۹°۵۵′ غربی / ۱۹٫۰۰۰°جنوبی ۱۶۹٫۹۱۷°غربی | نیووی               | |
| ۱۹°۰′ جنوبی ۱۶۹°۴۸′ غربی / ۱۹٫۰۰۰°جنوبی ۱۶۹٫۸۰۰°غربی | اقیانوس آرام        | Passing just south of آیتوتاکی island, جزایر کوک · Passing just north of Manuae atoll, جزایر کوک · Passing just south of Nengonengo atoll, پلی‌نزی فرانسه · Passing just north of Manuhangi atoll, پلی‌نزی فرانسه · Passing just north of Paraoa atoll, پلی‌نزی فرانسه · Passing just south of Vahitahi atoll, پلی‌نزی فرانسه |
| ۱۹°۰′ جنوبی ۷۰°۱۹′ غربی / ۱۹٫۰۰۰°جنوبی ۷۰٫۳۱۷°غربی   | شیلی                | |
| ۱۹°۰′ جنوبی ۶۸°۵۴′ غربی / ۱۹٫۰۰۰°جنوبی ۶۸٫۹۰۰°غربی   | بولیوی              | Passing just north of سوکره |
| ۱۹°۰′ جنوبی ۵۷°۴۲′ غربی / ۱۹٫۰۰۰°جنوبی ۵۷٫۷۰۰°غربی   | برزیل               | ماتوگروسو جنوبی گوییاس میناس گرایس اسپیریتو سانتو |
| ۱۹°۰′ جنوبی ۳۹°۴۴′ غربی / ۱۹٫۰۰۰°جنوبی ۳۹٫۷۳۳°غربی   | اقیانوس اطلس        | |